# Condensador eléctrico
Un condensador eléctrico (también conocido frecuentemente en Hispanoamérica con el anglicismo adaptado a la fonética del español capacitor) es un dispositivo electrónico pasivo, formado por un par de superficies conductoras en situación de influencia total (esto es, que todas las líneas de campo eléctrico que parten de una van a parar a la otra) separados entre sí por un medio dieléctrico o por vacío, capaz de almacenar carga y por tanto energía eléctrica. Las placas, sometidas a una diferencia de potencial, adquieren una determinada carga eléctrica, positiva en una de ellas y negativa en la otra, siendo nula la variación de carga total.
Introducido en un circuito se comporta en la práctica como un elemento «capaz» de almacenar la energía eléctrica que recibe durante el período de carga, la misma energía que cede después durante el período de descarga. Además, es capaz de almacenar carga eléctrica luego de cargado y desconectado del circuito, por lo que es apropiado ser cuidadoso al manipular uno, ya que podría haber quedado cargado desde su uso anterior, lo adecuado es conectar siempre sus extremos mediante un elemento conductor por unos segundos antes de manipular un condensador.

## Historia

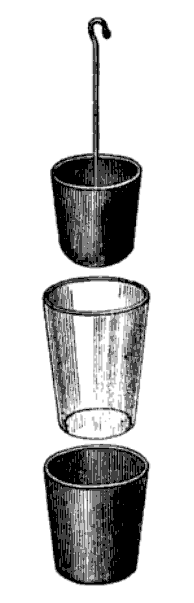
Botella de Leyden «desarmada», 1876

En octubre de 1721 Ewald Georg von Kleist, de Pomerania (Alemania), observó que la carga eléctrica podía ser almacenada conectando por medio de un cable un generador electrostático a un volumen de agua en el interior de una jarra, frasco o botella de vidrio. La mano de Von Kleist y el agua actuaban como conductores, y el frasco como un dieléctrico, esto es, aislante (aunque los detalles del mecanismo fueron incorrectamente identificados en ese momento). Von Kleist fue sacudido al tocar el alambre por una poderosa chispa, mucho más dolorosa que la que se obtenía de un generador electrostático, por lo que dedujo correctamente que la carga eléctrica se almacenaba en ese dispositivo.
Al año siguiente, el físico neerlandés Pieter van Musschenbroek inventó un condensador similar que fue llamado botella de Leyden (por la Universidad de Leiden donde trabajaba). También él quedó impresionado por la fuerza de la descarga que este aparato proporcionaba, de forma que llegó a escribir que "no padecería una segunda descarga por todo el reino de Francia".
Daniel Gralath fue el primero en combinar varias botellas de Leyden en paralelo formando una «batería» para incrementar la capacidad de almacenamiento de carga. Asimismo, Benjamin Franklin investigó la botella de Leyden y llegó a la conclusión en 1749 de que la carga se almacenaba no precisamente en el agua, como otros habían asumido, sino en el borde del cristal. También acuñó el término «batería» (que indica el aumento de potencia por medio de una fila de unidades similares, como en las baterías de artillería) que posteriormente se aplicó a grupos de células electroquímicas. Gracias al descubrimiento de Franklin las botellas de Leyden posteriores se confeccionaron recubriendo el interior y el exterior de los frascos con una hoja de metal, dejando un espacio en la boca para evitar la formación de arcos entre las láminas. La primera unidad de capacidad fue el «tarro», equivalente a alrededor de 1,11 nanofaradios. Empezó a estudiarse la inductancia o medida de la oposición a un cambio de corriente de un inductor que almacena energía en presencia de un campo magnético. 
Se usaron botellas de Leyden o dispositivos más potentes (que empleaban placas de vidrio planas alternadas con conductores de lámina metálica) hasta más o menos 1900, cuando la invención de la telegrafía sin hilos creó una nueva demanda de condensadores (término utilizado por primera vez por Alessandro Volta en 1782) tales como láminas de material dieléctrico (es decir, aislante) flexible. Un condensador (generalmente indicado con C) se constituía generalmente por un par de conductores (o placas) separadas por un aislante (dieléctrico). La carga se almacenaba en la superficie de las placas de material conductor, en el borde en contacto con el dieléctrico o aislante. 
Desde el inicio del estudio de la electricidad se utilizaron para los condensadores materiales no conductores como vidrio, porcelana, papel y mica en función de aislantes o dieléctricos. En los primeros años de Guillermo Marconi se usaron condensadores de porcelana para los aparatos inalámbricos de transmisión, mientras que para la recepción se usaron pequeños condensadores de mica en los circuitos resonantes. Estos último, los condensadores de mica, fueron inventados en 1909 por William Dubilier. Antes de la Segunda Guerra Mundial, la mica era el dieléctrico para los condensadores más común en Estados Unidos.
Charles Pollak (nacido Karol Pollak) fue el inventor de los primeros condensadores electrolíticos. En 1896 se le concedió la patente de Estados Unidos n.º 672.913 para un "condensador líquido eléctrico con electrodos de aluminio". Los Laboratorios Bell inventaron en la década de 1950 los electrolitos sólidos condensadores de tantalio como condensadores de apoyo de baja tensión, miniaturizados y más fiables, para complementar la nueva invención del transistor.
Con el desarrollo de materiales plásticos por los químicos orgánicos durante la Segunda Guerra Mundial, la industria comenzó a reemplazar el condensador de papel con películas de polímero delgadas. En la patente británica 587.953 de 1944 se describe un desarrollo muy temprano de condensadores de película. Por último, pero no por ello menos importante, está el condensador de doble capa eléctrica o supercondensador.

## Capacidad
Como hemos indicado un condensador está formado por dos placas o armaduras conductoras muy próximos, separados por un dieléctrico o el vacío.

Se llama capacidad (C) de un condensador a la relación, normalmente constante, que existe entre la cantidad de carga eléctrica que almacena en una de sus armaduras en un momento determinado (Q) y la diferencia de potencial de ésta, respecto de la otra armadura ({\displaystyle V=V_{1}-V_{2}}), por tanto:

{\displaystyle C={\frac {Q}{V}}}

Nótese que en la definición de capacidad es indiferente que se considere la carga de la placa positiva o la de la negativa, ya que

{\displaystyle Q_{2}=C(V_{2}-V_{1})=-C(V_{1}-V_{2})=-Q_{1}\,}

Por tanto, un condensador con más capacidad almacenará más carga bajo el mismo potencial. Por otro lado, un condensador con una determinada capacidad almacenará más carga cuanto mayor sea el voltaje aplicado, siempre teniendo en cuenta que todo condensador tiene un voltaje de trabajo máximo por encima del cual se puede dañar. Por tanto hay un máximo de carga almacenable.
Experimentalmente se ha determinado que al introducir un dieléctrico homogéneo de constante dieléctrica {\displaystyle K>1}, entre las armaduras de un condensador cargado y aislado, que se halla a un potencial V, la diferencia de potencial entre sus placas se hace 1/K veces menor, {\displaystyle V'={\frac {V}{K}}}, con lo que la capacidad del condensador

{\displaystyle C'={\frac {Q}{\frac {V}{K}}}=C={\frac {K*Q}{V}}=K*{\frac {Q}{V}}=K*C}

es ahora K veces mayor que sin dieléctrico.
El efecto que produce el dieléctrico, es posible justificarlo, si admitimos que, aunque globalmente el dieléctrico es material neutro, en su interior o en la superficie del mismo, aparecen las cargas de polarización. En el caso de un dieléctrico homogéneo, sólo hay cargas de polarización en las superficies de éste. Habrá carga positiva en la superficie del dieléctrico adyacente a la placa del condensador cargada negativamente y carga negativa en la superficie del dieléctrica adyacente a la placa del condensador cargada positivamente. Las cargas de polarización están ligadas al material dieléctrico y no pueden salir del mismo, a diferencia de las cargas de las armaduras del condensador, que llegan y salen desde el circuito, por ser cargas libres.
Por tanto, el dieléctrico permite almacenar más energía ya que esta es necesaria para producir la polarización del dieléctrico, pues hay que realizar un trabajo para conseguir la polarización de las moléculas y modificar su orientación. Esta energía es devuelta al circuito, cuando se descarga el condensador.

## Energía almacenada en el condensador
Para hayar la energía almacenada en un condensador, cuando éste se conecta a una pila de potencial V, hay que determinar el trabajo que hace la pila para cargar las placas con cargas {\displaystyle +Q_{0}} y {\displaystyle -Q_{0}}.  El trabajo elemental de llevar una carga {\displaystyle dQ} hasta la armadura que tiene potencial V es {\displaystyle VdQ}, por lo tanto el trabajo total que realiza la pila, igual a la energía que acumula el condensador, es la suma de todos los trabajos elementales, que se calcula mediante integración

{\displaystyle E=W=\int _{0}^{Q_{0}}V\mathrm {d} Q=\int _{0}^{Q_{0}}{\frac {Q}{C}}\mathrm {d} Q={\frac {1}{C}}\int _{0}^{Q_{0}}Q\mathrm {d} Q={\frac {Q_{0}^{2}}{2C}}}

Como por la definición de capacidad del condensador {\displaystyle Q_{0}=V*C} obtenemos

{\displaystyle E={\frac {1}{2}}CV^{2}={\frac {1}{2}}Q_{0}V}

Esta energía puede ser extraída del condensador conectándolo a un circuito, para descargarlo a través del mismo.
Este hecho es aprovechado para la fabricación de memorias, en las que se aprovecha la capacidad que aparece entre la puerta y el canal de los transistores MOS para ahorrar componentes.

## Carga y descarga
Al conectar un condensador en serie con una resistencia a una fuente de tensión eléctrica (o comúnmente, fuente de alimentación), la corriente empieza a circular por ambos. El condensador va acumulando carga entre sus placas. Cuando el condensador se encuentra totalmente cargado, deja de circular corriente por el circuito. Si se quita la fuente y se coloca el condensador y la resistencia en serie, las cargas empiezan a fluir de una de las placas del condensador a la otra a través de la resistencia, hasta que la carga o energía almacenada en el condensador es nula. En este caso, la corriente circulará en sentido contrario al que circulaba mientras el condensador se estaba cargando.
Carga
{\displaystyle V(t)=V_{f}(1-e^{-{\frac {t}{RC}}})}

{\displaystyle I(t)={\frac {V_{f}}{R}}(e^{-{\frac {t}{RC}}})}
Descarga
{\displaystyle V(t)=V_{i}\,e^{-{\frac {t}{RC}}}}
{\displaystyle I(t)=-{\frac {V_{i}}{R}}(e^{-{\frac {t}{RC}}})}
Donde:
V(t) es la tensión en el condensador.
Vi es la tensión o diferencia de potencial eléctrico inicial (t=0) entre las placas del condensador.
Vf es la tensión o diferencia de potencial eléctrico final (a régimen estacionario t ≥ 4RC) entre las placas del condensador.
I(t) la intensidad de corriente que circula por el circuito.
RC es la capacidad del condensador en faradios multiplicada por la resistencia del circuito en ohmios, llamada constante de tiempo.

## Reactancia capacitiva
En CA, un condensador ideal ofrece una resistencia al paso de la electricidad que recibe el nombre de reactancia capacitiva, XC, cuyo valor viene dado por la inversa del producto de la pulsación ({\displaystyle \omega =2\pi f}) por la capacidad, C:

{\displaystyle X_{C}=-{1 \over \omega C}}

Si la pulsación se expresa en radianes por segundo (rad/s) y la capacidad en faradios (F), la reactancia resultará en ohmios.
De acuerdo con la ley de Ohm, la corriente alterna que circule por el condensador se adelantará 90° ({\displaystyle \pi /2}) respecto a la tensión aplicada.

## Asociaciones de condensadores

Asociación serie general.

Asociación paralelo general.

Los condensadores pueden asociarse en serie, paralelo o de forma mixta. En estos casos, la capacidad equivalente resulta ser para la asociación en serie:
| {\displaystyle {1 \over C_{AB}}={1 \over C_{1}}+{1 \over C_{2}}+...+{1 \over C_{n}}={\sum _{k=1}^{n}{1 \over C_{k}}}} |

y para la asociación en paralelo:
| {\displaystyle C_{AB}=C_{1}+C_{2}+...+C_{n}=\sum _{k=1}^{n}C_{k}} |

Es decir, el sumatorio de todas las capacidades de los condensadores conectados en paralelo.
Es fácil demostrar estas dos expresiones, para la primera solo hay que tener en cuenta que la carga almacenada en las placas es la misma en ambos condensadores (se tiene que inducir la misma cantidad de carga entre las placas y por tanto cambia la diferencia de potencial para mantener la capacitancia de cada uno), y por otro lado en la asociación en "paralelo", se tiene que la diferencia de potencial entre ambas placas tiene que ser la misma (debido al modo en el que están conectados), así que cambiará la cantidad de carga. Como esta se encuentra en el numerador ({\displaystyle C=Q/V}) la suma de capacidades será simplemente la suma algebraica.
También vale recordar que el cálculo de la capacidad equivalente en paralelo es similar al cálculo de la resistencia de dos dispositivos en serie, y la capacidad o capacitancia en serie se calcula de forma similar a la resistencia en paralelo.

## Condensadores variables
Un condensador variable es en el cual se puede cambiar el valor de su capacidad. En el caso de un condensador plano, la capacidad puede expresarse por la siguiente ecuación:

{\displaystyle C=\epsilon _{0}\epsilon _{r}{\frac {A}{d}}}

donde:
{\displaystyle \epsilon _{0}} es la permitividad del vacío ≈ 8,854187817... × 10−12 F·m−1;
{\displaystyle \epsilon _{r}} es la constante dieléctrica o permitividad relativa del material dieléctrico entre las placas;
A es el área efectiva de las placas;
y d es la distancia entre las placas o espesor del dieléctrico.
Para tener condensador variable hay que hacer que por lo menos una de las tres últimas expresiones cambien de valor. De este modo, se puede tener un condensador en el que una de las placas sea móvil, por lo tanto varía d y la capacidad dependerá de ese desplazamiento, lo cual podría ser utilizado, por ejemplo, como sensor de desplazamiento.
Otro tipo de condensador variable se presenta en los diodos Varicap.

## Comportamientos ideal y real

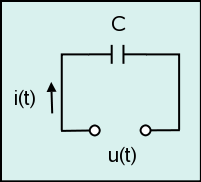
Fig. 1: Condensador ideal.

El condensador ideal (figura 1) puede definirse a partir de la siguiente ecuación diferencial:

{\displaystyle i(t)=C{du(t) \over dt}\;}

donde C es la capacidad, u(t) es la función diferencia de potencial aplicada a sus terminales e i(t) la corriente resultante que circula. 

### Comportamiento en corriente continua
Un condensador real en CC se comporta prácticamente como uno ideal, es decir, como un circuito abierto. Esto es así en régimen permanente ya que en régimen transitorio, esto es, al conectar o desconectar un circuito con condensador, suceden fenómenos eléctricos transitorios que inciden sobre la diferencia de potencial en sus bornes (ver circuitos serie RL y RC).

### Comportamiento en corriente alterna

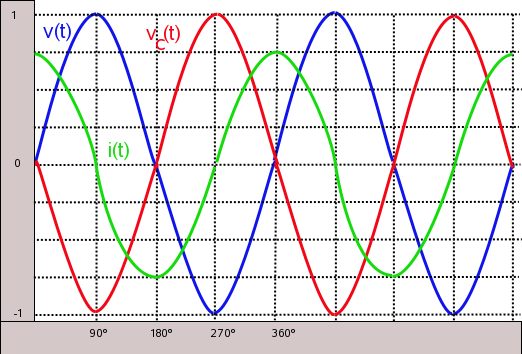
Fig. 2: Diagrama cartesiano de las tensiones y corriente en un condensador.

Al conectar una CA sinusoidal v(t) a un condensador circulará una corriente i(t), también sinusoidal, que lo cargará, originando en sus bornes una caída de tensión, -vc(t), cuyo valor absoluto puede demostrarse que es igual al de v(t). Todo lo anterior, una vez alcanzado el régimen estacionario. Al decir que por el condensador «circula» una corriente, se debe puntualizar que, en realidad, dicha corriente nunca atraviesa su dieléctrico. Lo que sucede es que el condensador se carga y descarga al ritmo de la frecuencia de v(t), por lo que la corriente circula externamente entre sus armaduras. Esto hace referencia a la corriente de conducción pero, en el interior del dieléctrico podemos hablar de la corriente de desplazamiento.

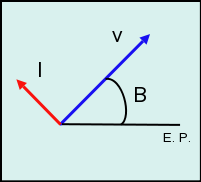
Fig. 3: Diagrama fasorial.

El fenómeno físico del comportamiento del condensador en CA se puede observar en la figura 2. Entre los 0° y los 90° i(t) va disminuyendo desde su valor máximo positivo a medida que aumenta su tensión de carga vc(t), llegando a ser nula cuando alcanza el valor máximo negativo a los 90°, puesto que la suma de tensiones es cero (vc(t)+ v(t) = 0) en ese momento. Entre los 90° y los 180° v(t) disminuye, y el condensador comienza a descargarse, disminuyendo por lo tanto vc(t). En los 180° el condensador está completamente descargado, alcanzando i(t) su valor máximo negativo. De los 180° a los 360° el razonamiento es similar al anterior.
De todo lo anterior se deduce que la corriente queda adelantada 90° respecto de la tensión aplicada. Considerando, por lo tanto, un condensador C, como el de la figura 1, al que se aplica una tensión alterna de valor:

{\displaystyle u(t)=V_{0}\cdot \sin(\omega t+\beta )}

De acuerdo con la ley de Ohm circulará una corriente alterna, adelantada 90° ({\displaystyle \pi /2}) respecto a la tensión aplicada (figura 4), de valor:

{\displaystyle i(t)=I_{0}\cdot \sin(\omega t+\beta +90^{\circ })}

donde {\displaystyle I_{0}={V_{0} \over jX_{C}}}. Si se representa el valor eficaz de la corriente obtenida en forma polar:

{\displaystyle {\vec {I}}=I_{/\!\!\!{\underline {\ \beta +90^{\circ }}}}}

Y operando matemáticamente:
{\displaystyle {\vec {I}}=\left({V \over X_{C}}\right)_{/\!\!\!{\underline {\ \beta +90^{\circ }}}}={V_{/\!\!\!{\underline {\ \beta }}} \over {X_{C}}_{/\!\!\!{\underline {\ -90^{\circ }}}}}}

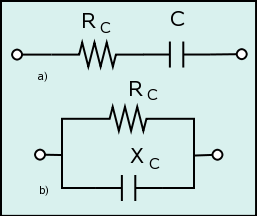
Figura 4. Circuitos equivalentes de un condensador en CA.

Por lo tanto, en los circuitos de CA, un condensador ideal se puede asimilar a una magnitud compleja sin parte real y parte imaginaria negativa:
En el condensador real, habrá que tener en cuenta la resistencia de pérdidas de su dieléctrico, RC, pudiendo ser su circuito equivalente, o modelo, el que aparece en la figura 4a) o 4b) dependiendo del tipo de condensador y de la frecuencia a la que se trabaje, aunque para análisis más precisos pueden utilizarse modelos más complejos que los anteriores.

## Tipos de condensadores según la polarización
Podemos clasificar los condensadores según si tienen o no polarización:
- Los condensadores polarizados se tienen que conectar al circuito conectado el terminal negativo al polo negativo y el terminal positivo al polo positivo. Es decir, se han de conectar siempre en polarización directa y si no se rompen. Por tanto, estos condensadores no son válidos en corriente alterna. Suelen tener una capacidad elevada, de más de 1 microfaradio. Para distinguir un terminal de otro normalmente el terminal negativo viene pintada con una franja en el cuerpo del condensador. Además, normalmente el terminal negativo es más corto que el positivo. Suelen ser de este tipo los condensadores con dieléctrico electrolítico o de tantalio.
- Los condensadores no polarizados o unipolares pueden conectarse al circuito en ambos sentidos indiferentemente. Por lo general suelen tener una capacidad bastante menor que los condensadores polarizados. Típicamente los condensadores cerámicos son de este tipo.

## Tipos de condensadores según el material que está entre las placas
La capacidad de un condensador depende de la constante dieléctrica del material que está entre las placas. A la derecha se presenta tabla que muestra la constante dieléctrica de distintos materiales usados para la elaboración de condensadores:
| Material intermedio      | Constante dieléctrica (K) |
| ------------------------ | ------------------------- |
| Vacío                    | 1                         |
| Helio                    | 1.00007                   |
| Aire                     | 1,00059                   |
| Teflón                   | 2,1                       |
| Parafina                 | 2.2-2.3                   |
| Ámbar                    | 2.7-2.9                   |
| Poliestireno             | 2,56                      |
| Cera de abejas           | 2.8-2.9                   |
| Plexiglás                | 3-3.6                     |
| Nylon                    | 3,4                       |
| Papel                    | 3,7                       |
| Baquelita                | 4-4.6                     |
| Seda natural             | 4-5                       |
| Plástico vinílico        | 4.1                       |
| Mica moscovita           | 4.8-8                     |
| Vidrio Pyrex             | 5,6                       |
| Porcelana electrotécnica | 6.5                       |
| Alcohol                  | 25.00                     |
| Agua                     | 80.08                     |

Analicemos algunos condensadores de distintos tipos de materiales
- Condensadores de aire. Se trata de condensadores, normalmente de placas paralelas, con dieléctrico de aire y encapsulados en vidrio. Como la permitividad eléctrica relativa es la unidad, solo permite valores de capacidad muy pequeños. Se utilizó en radio y radar, pues carecen de pérdidas y polarización en el dieléctrico, funcionando bien a frecuencias elevadas.
- Condensadores de mica. La mica posee varias propiedades que la hacen adecuada para dieléctrico de condensadores: bajas pérdidas, exfoliación en láminas finas, soporta altas temperaturas y no se degrada por oxidación o con la humedad. Sobre una cara de la lámina de mica se deposita aluminio, que forma una armadura. Se apilan varias de estas láminas, soldando los extremos alternativamente a cada uno de los terminales. Estos condensadores funcionan bien en altas frecuencias y soportan tensiones elevadas, pero son caros y se ven gradualmente sustituidos por otros tipos.
- Condensadores de papel. El dieléctrico es papel parafinado, baquelizado o sometido a algún otro tratamiento que reduce su higroscopia y aumenta el aislamiento. Se apilan dos cintas de papel, una de aluminio, otras dos de papel y otra de aluminio y se enrollan en espiral. Las cintas de aluminio constituyen las dos armaduras, que se conectan a sendos terminales. Se utilizan dos cintas de papel para evitar los poros que pueden presentar.
  - Condensadores autorregenerables. Los condensadores de papel tienen aplicaciones en ambientes industriales. Los condensadores autorregenerables son condensadores de papel, pero la armadura se realiza depositando aluminio sobre el papel. Ante una situación de sobrecarga que supere la rigidez dieléctrica del dieléctrico, el papel se rompe en algún punto, produciéndose un cortocircuito entre las armaduras, pero este corto provoca una alta densidad de corriente por las armaduras en la zona de la rotura. Esta corriente funde la fina capa de aluminio que rodea al cortocircuito, restableciendo el aislamiento entre las armaduras.
- Condensadores electrolíticos. Es un tipo de condensador que utiliza un electrolito, como su primera armadura, la cual actúa como cátodo. Con la tensión adecuada, el electrolito deposita una capa aislante (la cual es en general una capa muy fina de óxido de aluminio) sobre la segunda armadura o cuba (ánodo), consiguiendo así capacidades muy elevadas. Son inadecuados para funcionar con corriente alterna. La polarización inversa destruye el óxido, produciendo un cortocircuito entre el electrolito y la cuba, aumentando la temperatura, y por tanto, arde o estalla el condensador consecuentemente. Existen varios tipos, según su segunda armadura y electrolito empleados.
  - Condensadores de aluminio. Es el tipo normal. La cuba es de aluminio y el electrolito una disolución de ácido bórico. Funciona bien a bajas frecuencias, pero presenta pérdidas grandes a frecuencias medias y altas. Se emplea en fuentes de alimentación y equipos de audio. Muy utilizado en fuentes de alimentación conmutadas.
  - Condensadores de tántalo (tántalos). Es otro condensador electrolítico, pero emplea tántalo en lugar de aluminio. Consigue corrientes de pérdidas bajas, mucho menores que en los condensadores de aluminio. Suelen tener mejor relación capacidad/volumen.
  - Condensadores bipolares (para corriente alterna). Están formados por dos condensadores electrolíticos en serie inversa, utilizados en caso de que la corriente pueda invertirse. Son inservibles para altas frecuencias.
- Condensadores de poliéster o Mylar. Está formado por láminas delgadas de poliéster sobre las que se deposita aluminio, que forma las armaduras. Se apilan estas láminas y se conectan por los extremos. Del mismo modo, también se encuentran condensadores de policarbonato y polipropileno.
- Condensadores de poliestireno también conocidos comúnmente como Styroflex (marca registrada de Siemens). Otro tipo de condensadores de plástico, muy utilizado en radio, por disponer de coeficiente de temperatura inverso a las bobinas de sintonía, logrando de este modo estabilidad en los circuitos resonantes.
- Condensadores cerámicos. Utiliza cerámicas de varios tipos para formar el dieléctrico. Existen diferentes tipos formados por una sola lámina de dieléctrico, pero también los hay formados por láminas apiladas. Dependiendo del tipo, funcionan a distintas frecuencias, llegando hasta las microondas.
- Condensadores de carbón activado. En especial son interesantes los supercondensadores (EDLC). Están hechos de carbón activado para conseguir una gran área relativa y tienen una separación molecular entre las «placas». Así se consiguen capacidades del orden de cientos o miles de faradios. Uno de estos condensadores se incorpora en el reloj Kinetic de Seiko, con una capacidad de 1/3 de faradio, haciendo innecesaria la pila. También se está utilizando en los prototipos de automóviles eléctricos.

## Otros tipos de condensadores
- Condensadores síncronos. Es un motor síncrono que se comporta como un condensador.
- Dieléctrico variable. Este tipo de condensador tiene una armadura móvil que gira en torno a un eje, permitiendo que se introduzca más o menos dentro de la otra. El perfil de la armadura suele ser tal que la variación de capacidad es proporcional al logaritmo del ángulo que gira el eje.
  - Condensadores de ajuste. Son tipos especiales de condensadores variables. Las armaduras son semicirculares, pudiendo girar una de ellas en torno al centro, variando así la capacidad. Otro tipo se basa en acercar las armaduras, mediante un tornillo que las aprieta.

## Aplicaciones
Los condensadores suelen usarse para:
- Baterías, por su cualidad de almacenar energía.
- Memorias, por la misma cualidad.
- Filtros.
- Fuentes de alimentación.
- Adaptación de impedancias, haciéndolas resonar a una frecuencia dada con otros componentes.
- Demodular AM, junto con un diodo.
- Osciladores de todos los tipos.
- El flash de las cámaras fotográficas.
- Tubos fluorescentes.
- Compensación del factor de potencia.
- Arranque de motores monofásicos de fase partida.Capacitores de arranque para motores monofásicos

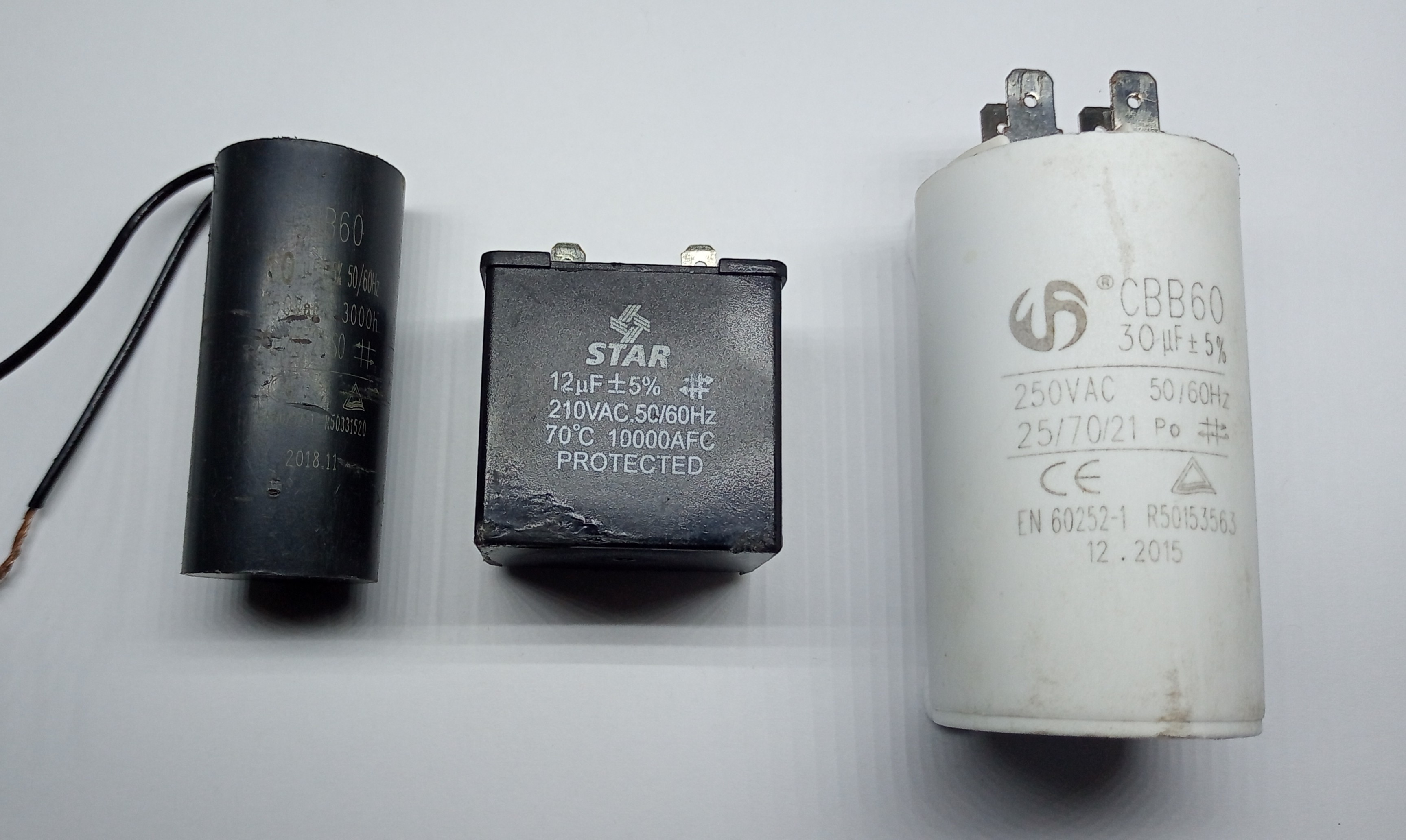
Capacitores de arranque para motores monofásicos

- Mantener corriente en el circuito y evitar caídas de tensión.